# ماساترو آکیتا
ماساترو آکیتا (انگلیسی: Masateru Akita؛ زادهٔ ۲۵ سپتامبر ۱۹۸۲) بازیکن فوتبال اهل ژاپن است.